# Star Wars: Episodio II - El ataque de los clones
Star Wars: Episodio II - El ataque de los clones (título original en inglés: Star Wars: Episode II - Attack of the Clones; también conocida en español como La guerra de las galaxias: Episodio II - El ataque de los clones) es una película de space opera dirigida por el cineasta estadounidense George Lucas y escrita por él mismo y Jonathan Hales. Fue la quinta película estrenada de la saga Star Wars y la segunda en términos de cronología interna.
El reparto principal estuvo formado por Ewan McGregor, Hayden Christensen, Natalie Portman, Samuel L. Jackson, Christopher Lee, Ian McDiarmid, Temuera Morrison, Frank Oz, Anthony Daniels y Kenny Baker. El rodaje comenzó a mediados de 2000, en los estudios de 20th Century Fox en Australia, para luego trasladarse a exteriores como el Palacio Real de Caserta y los jardines del lago de Como, ambos en Italia, el desierto de Túnez y la ciudad de Sevilla (España). Fue la primera película que se rodó por completo con cámara digital de alta definición (24 fotogramas por segundo). Los efectos especiales corrieron a cargo de Industrial Light & Magic, empresa fundada por Lucas durante la producción de la primera entrega de la saga, Una nueva esperanza.
La trama se desarrolla diez años después de los sucesos ocurridos en la película anterior, La amenaza fantasma. Después de la Batalla de Naboo, la galaxia se encuentra al borde de una guerra civil. Bajo la dirección de un Jedi renegado que se hace llamar Conde Dooku, muchos sistemas solares amenazan con la secesión de la República Galáctica. Tras los intentos de asesinato de la senadora Padmé Amidala, la anterior reina de Naboo, el Padawan Anakin Skywalker es asignado para protegerla, mientras que a su maestro, Obi-Wan Kenobi, se le asigna la investigación del intento de asesinato. 
Fue estrenada el 16 de mayo de 2002 en Estados Unidos, recibiendo comentarios variados por parte de la crítica cinematográfica. Con un presupuesto de 115 000 000 USD, logró recaudar 649 398 328 USD en las taquillas de todo el mundo, situándose como la cuarta película de la saga con mayor recaudación.

## Argumento
Hace mucho tiempo, en una galaxia muy, muy lejana... Hay inquietud en el Senado Galáctico. Varios miles de sistemas solares han declarado sus intenciones de abandonar la República... El movimiento separatista, bajo el liderazgo del misterioso Conde Dooku, ha hecho difícil que el número limitado de Caballeros Jedi mantengan la paz y el orden en la galaxia... La Senadora Amidala, la ex reina de Naboo, va a regresar al Senado Galáctico para votar sobre la cuestión crítica de formar un EJÉRCITO DE LA REPÚBLICA para ayudar a los abrumados Jedi...
Texto introductorio

La acción de la película tiene lugar diez años después del final de "La amenaza fantasma", el episodio I de la saga Star Wars. En el recurrente texto inicial con el que comienzan los episodios de la saga se establece que miles de sistemas solares de la República, influenciados y dirigidos por el Conde Dooku, tienen la intención de abandonarla. Padmé Amidala (antigua reina de Naboo) vuelve al senado de la República (emplazado en el planeta Coruscant), esta vez en calidad de senadora, para votar en contra de la creación de un ejército de la República que ayude a los desbordados Jedi en su tarea de mantener la paz y el orden en la galaxia.
Después de que un cazarrecompensas intentara un atentado mortal contra la senadora Padmé Amidala en la pista de aterrizaje en Coruscant en donde desgraciadamente muere su guarda espaldas y señuelo, Corde, el Consejo Jedi le encarga al Padawan Anakin Skywalker y su maestro Obi-Wan Kenobi la misión de proteger a la senadora de otro posible atentado. Mientras Obi-Wan y Anakin vigilan afuera del departamento de la senadora, el mismo cazarrecompensas intenta nuevamente otro atentado, colocando insectos parásitos venenosos en su habitación mientras dormía. Pero rápidamente Anakin y Obi-Wan se percatan de su presencia y logran salvarla antes de que los insectos parásitos llegaran a atacarla, decapitandolos con sus sables de luz. Pero justo en ese momento, Anakin descubre el droide sonda que trajo a los parásitos venenosos y Obi-Wan sin perder tiempo salta por la ventana y sujeta al droide sonda, el cual trata de escapar de la escena. Cuando la sonda se acerca hasta donde se encuentra la cazarrecompensas llamada Zam Wesell, esta descubre que Obi-Wan viene sujetándose de la sonda y se ve forzada a destruirla con tal de deshacerse del maestro Jedi y rápidamente escapa del lugar en su nave. Sin embargo, Obi-Wan es rescatado por Anakin en un speeder y ambos inician una persecución por los cielos de la ciudad, hasta que llegan a un bar de la ciudad en donde esta intenta despistar a ambos caballeros Jedi, por lo que Obi-Wan le ordena a su Padawan buscarla dentro del local, mientras que este ira a buscar un trago, pero mientras el maestro Jedi se encuentra sentado tomando su trago, justo en ese instante Zam se aparece secretamente por la espalda de Obi-Wan y trata de dispararle mientras esta distraído, sin embargo el experimentado maestro Jedi se percata de su presencia y le corta la mano derecha a Zam en la que sostenía su blaster con su sable de luz y finalmente ambos Jedi consiguen capturarla. Momentos después, el joven Padawan y su maestro Jedi la interrogan afuera del bar e intentan averiguar quien fue la persona responsable de contratar a la cazarrecompenzas para matar a la senadora Amidala, sin embargo y antes de que esta pudiera decirle lo que sabe a los dos Jedi, otro cazarrecompensas desde un techo cercano al bar le dispara un dardo tóxico en el cuello a Zam y rápidamente escapa de la zona sin que los dos Jedi puedan identificar al tirador, por otro lado Zam acaba siendo envenenada por el veneno del dardo y muere instantáneamente, dejando a los dos Jedi sin nada información, sin embargo Obi-Wan toma el dardo tóxico usado en el asesinato como única pista del responsable.
Horas más tarde, el Consejo Jedi recomienda que por seguridad, Anakin sea el encargado de escoltar a Padmé del planeta Coruscant hacia el planeta Naboo, el mundo natal de la senadora y protegerla de cualquier peligro hasta que la situación se resuelva, mientras que a Obi-Wan por otro lado se le encarga la tarea de localizar y capturar al cazarrecompensas, antes de que vuelva a atacar. Al llegar a Naboo, Anakin le revela a Padmé lo que siente por ella y a la vez se entera de que es correspondido. Pero ambos deciden reprimir sus sentimientos, debido a que a los Jedi no se les permite enamorarse. Durante su estancia en Naboo, Anakin tiene múltiples pesadillas en las que ve sufrir a su madre, Shmi Skywalker y junto con Padmé, decide viajar hacia el planeta Tatooine para averiguar lo que sucede. Una vez allí se reúnen con el viejo dueño de Anakin en sus años de esclavo, Watto quien se sorprende de ver nuevamente a Anakin luego de tantos años y también de que el mismo haya crecido y ahora se haya convertido en un Jedi. Momentos después el joven Anakin le pregunta a Watto sobre donde esta su madre y Watto por su parte le revela que Shimi ya no le pertenece, ya que la vendió hace unos años y que escuchó que la persona a quien se la vendió la liberó y se casaron, ante esto Anakin le cuestiona a Watto si sabe en donde esta su madre ahora y Watto por su parte acepta ayudarlos y deciden buscar en los registros de venta para encontrar la dirección en la que se encuentra. Tras reunirse con Watto previamente, el joven Anakin y la senadora Padmé finalmente se reúnen con la nueva familia de Shimi, los Lars en donde inicialmente son recibidos por el antiguo droide de protocolo creado por Anakin en su niñez, C-3PO el cual se alegra mucho de volver a verlos después de tantos años y donde también el propio C-3PO les presenta a Owen Lars, su novia Beru y padre de Owen, Cliegg Lars, los cuales le cuentan a Anakin muy apenados que su madre había sido secuestrada hace más de un mes por los Tusken, los moradores de las arenas. Ante este panorama, Anakin decide partir solo en su búsqueda y encuentra a su madre prisionera en un campamento de los Tusken; no obstante, tras unas pocas palabras, Shimi finalmente muere en sus brazos después de ver a su hijo ya crecido. Ante esta terrible perdida un Anakin furioso y sediento de venganza, rápidamente asesina de forma despiadada y sin misericordia alguna a toda la tribu Tusken, sin dejar ningún sobreviviente. Momentos después, Anakin lleva el cuerpo de su difunta madre de regreso a la granja de los Lars, donde posteriormente realizan un pequeño funeral y la entierran en las arenas de la granja.
Mientras tanto, las investigaciones de Obi-Wan finalmente lo llevan hasta el planeta Kamino, donde es recibido por el primer ministro del planeta, Lama Su y quien además le explica al maestro Jedi que los kaminoanos han estado preparando un ejército de soldados clones para servir a la República por encargo de un maestro Jedi llamado Syfo Dyas, sin embargo Obi-Wan le menciona a Lama Su que el maestro Jedi fue asesinado aproximadamente hace diez años atrás, al escuchar esta noticia, Lama Su le ofrece a Obi-Wan que lo acompañe a inspeccionar personalmente a los soldados y Obi-Wan acepta la oferta. Momentos después mientras inspeccionan las instalaciones, Obi-Wan le menciona al primer ministro que está muy impresionado con todo lo que ve, además de ello Lama Su le explica que los soldados clones son muy superiores a los droides de batalla, ya que estos piensan creativamente y según los kaminoanos los clones son completamente obedientes y aceptan cualquier orden sin cuestionarla y que modificaron su estructura genética para hacerlos menos independientes que el modelo original, ante esto Obi-Wan le cuestiona a Lama Su quien es el modelo original y este le responde que es un cazarrecompensas Mandaloriano llamado Jango Fett, por su parte Obi-Wan le cuestiona donde esta dicho cazarrecompensas ahora y Lama Su le menciona que lo mantienen asilado en dichas instalaciones, ya que los kaminoanos están usando su ADN para realizar el trabajo de clonación, aparte de ello Lama Su también menciona que además del pago acordado con el cazarrecompensas, Jango también solicitó una cosa más: un clon inalterado solo para él, una réplica genéticamente pura que no tiene ningún cambio estructural en su genética y sin un crecimiento acelerado, al cual Jango criaría como su propio hijo y al cual decidió nombrar como Boba Fett. Posteriormente Obi-Wan se encuentra con Fett en Kamino y cree que es el cazarrecompensas que ha estado buscando. Obi-Wan le pregunta si conoció al maestro Syfo Dyas y en qué lugar lo contrató, pero Jango le revela que nunca lo conoció y que la persona que realmente lo contrató era un hombre de nombre Tyranus en una de las lunas de Bogden. Justo cuando Jango piensa que ha sido descubierto le pide a Boba empacar todas sus cosas para escapar rápido de Kamino. Luego de ver el ejército de clones y conocer a Jango Fett en las instalaciones, Obi-Wan decide informarle al Consejo Jedi lo que descubrió y si estos en algún momento aprobaron la creación de un ejército de clones, pero el Consejo Jedi le confiesan a Obi-Wan, que estos en ningún momento dieron alguna aprobación para su creación y le piden a Obi-Wan arrestar a Jango Fett inmediatamente y traerlo al Templo Jedi para interrogarlo. Sin embargo cuando Obi-Wan se dispone a arrestarlo, este ya se encontraba a punto de irse y ambos inician una pequeña y breve pelea, de la cual Jango logra salir victorioso y consigue escapar en su nave junto a Boba. Sin embargo antes de que el cazarrecompensas se escape al espacio exterior, Obi-Wan rápidamente le coloca un rastreador en el casco de la nave de Jango, el Esclavo I y finalmente lo sigue hasta la órbita del planeta Geonosis, donde descubre que en dicho lugar se encuentran los líderes separatistas, bajo el mandato del Conde Dooku, discípulo del Señor Oscuro de los Sith Darth Sidious. También descubre que el Virrey de la Federación de Comercio, Nute Gunray es la mente maestra detrás de los atentados fallidos contra la senadora Padmé Amidala, esto en retribución por los acontecimientos de La amenaza Fantasma. Estando ya al tanto de lo que ocurre, Obi-Wan trata de mandar un mensaje al Consejo Jedi para informarles de la situación actual, pero debido a un fallo en su transmisor de largo alcance, este se lo envía a Anakin que se encuentra a menor distancia en el planeta Tatooine, pero a pesar de que este en primera instancia intenta reprimirlo por haber desobedecido la orden de quedarse en el planeta Naboo con la senadora, este decide aclarar ese asunto después y le envía la grabación, para que su joven Padawan la retransmita hasta el Consejo Jedi. Sin embargo, mientras grababa el mensaje, Obi-Wan es descubierto y capturado por unos droides de combate que patrullaban la zona. 
Mientras tanto en el planeta Tatooine, Anakin y Padme por medio del droide R2-D2 son informados del mensaje enviado por Obi-Wan desde el planeta Geonosis y lo retransmiten al Consejo Jedi. Luego de estar al tanto de los acontecimientos, el maestro Yoda admite que lo que sucede en el planeta Geonosis es mucho peor de lo que imaginaron, por lo que deciden tomar cartas en el asunto. Por su parte el Maestro Mace Windu le informa a Anakin que la Orden Jedi se encargará de rescatar a Obi-Wan de su cautiverio en el planeta Geonosis, mientras que por otro lado le ordenan al joven Padawan que lo más importante por ahora es que tanto Anakin como Padme permanezcan en el planeta Tatooine hasta nueva orden y que proteja a la senadora de cualquier peligro. Tras la reunión, Padmé le menciona a Anakin que la Orden Jedi no llegará a tiempo para rescatar a Obi-Wan, ya que estos deberán recorrer media galaxia para llegar al planeta Geonosis y esta sugiere ir personalmente a este planeta, ya que según las coordenadas de la nave, dicho planeta esta más cerca de ellos y deciden ir a rescatarlo pese a las órdenes que le fuero dadas por el Consejo Jedi, por otro lado el droide de protocolo C-3PO también decide acompañarlos en su cruzada. 
Mientras tanto, el Conde Dooku interroga a Obi-Wan sobre su aparición en el planeta y le confiesa a este último que el Senado Galáctico está siendo controlado por el Señor Oscuro de los Sith, Darth Sidious, pero Obi-Wan no cree en la veracidad de las palabras del Conde. Por otro lado, Padme y Anakin llegan al planeta Geonosis para rescatar a Obi-Wan, pero acaban siendo capturados también por los guardias y por el mismo Jango Fett. Posteriormente los tres son llevados hasta la arena de Geonosis, para ser ejecutados por tres diferentes criaturas bajo el control de los Geonosianos. Sin embargo, estos consiguen liberarse y tratan de repeler a las criaturas de la arena, hasta que un gran número de maestros Jedi llegan a la arena de Geonosis para rescatarlos. Durante la confrontación, Jango entra en el combate contra los Jedi acabando con uno de ellos, pero cuando baja a la arena a confrontar al Maestro Jedi Mace Windu, este último logra reflectar todos sus disparos de su blaster y consigue decapitarlo con un solo movimiento de su sable de luz morado. No obstante, la mayoría de los Jedi son neutralizados por el ejército droide de los Separatistas y cuando todo parecía perdido, el maestro Yoda aparece con miles de soldados clones traídos del planeta Kamino y los sacan a todos de la arena de Geonosis. Justo cuando todos se han ido, el casco de Jango momentos después es recogido por un conmocionado y ahora huérfano, Boba Fett.
Al salir de la arena, rápidamente se desata la batalla de Geonosis, la primera librada entre la República y los Separatistas, lo que marcaría el inicio de la Guerra de los Clones. En el fragor de la batalla, los líderes separatistas deciden escapar del planeta, mientras que el Conde Dooku escapa de la base con los planos de una suprema arma que los Geonosianos estaban diseñando para llevarlos con su maestro a Coruscant, siendo perseguido por Anakin y Obi-Wan. Dooku derrota fácilmente a Obi-Wan y a Anakin, al cual le corta el antebrazo derecho y los deja moribundos en el suelo. No obstante, antes de que pueda acabar con ellos, el maestro Yoda acude en su ayuda y comienza un duelo con Dooku, quien acaba distrayendo a propósito a Yoda, para que este último deje de momento a Dooku y se enfoque en salvar a Obi-wan y Anakin de ser aplastados por una gigantesca tubería de metal, mientras que Dooku en medio de todo se escapa del planeta.
Más tarde, Dooku se reúne en un distrito industrial de Coruscant con su maestro Darth Sidious y le confiesa que todo está sucediendo como lo planearon. Mientras tanto en el Templo Jedi, Obi-Wan le cuenta a Mace Windu y Yoda sobre lo que el Conde Dooku le reveló, de que un lord Sith llamado Darth Sidious está controlando el Senado Galáctico. Aunque estos dudan sobre la veracidad de las palabras del Conde Dooku. admiten que mantendrán vigilado el Senado y menciona que de no ser por la aparición de los soldados clones nunca hubieran obtenido la victoria durante la batalla, pero Yoda les dice que no hubo tal victoria y que la noche del Lado Oscuro ha llegado, mencionando también el inminente comienzo de la Guerra de los Clones. La película finaliza cuando miles de tropas de soldados clones en Coruscant abordan sus cruceros estelares, para dirigirse a sus respectivos frentes de batalla para enfrentar el conflicto bélico que acaba de comenzar, mientras que por otro lado se realiza una boda secreta entre Anakin, ahora con un brazo mecánico y Padmé en los lagos de Naboo siendo los únicos testigos los droides R2-D2 y C3PO.

## Doblaje
| Personaje           | Actor original     | Actor de doblaje México | Actor de doblaje España  |
| ------------------- | ------------------ | ----------------------- | ------------------------ |
| Obi-Wan Kenobi      | Ewan McGregor      | Mario Filio             | Daniel García            |
| Padmé Amidala       | Natalie Portman    | Cristina Hernández      | Nuria Trifol             |
| Anakin Skywalker    | Hayden Christensen | Irwin Daayán            | Óscar Muñoz              |
| Conde Dooku         | Christopher Lee    | José Lavat              | Joaquín Díaz             |
| Mace Windu          | Samuel L. Jackson  | Víctor Hugo Aguilar     | Jordi Royo               |
| Yoda                | Frank Oz           | Arturo Mercado          | Ricardo Palmerola        |
| Canciller Palpatine | Ian McDiarmid      | Jesús Colin             | Jordi Dauder             |
| Darth Sidious       | Ian McDiarmid      | Jaime Ortiz Pino        | Joan Massotkleiner       |
| C-3PO               | Anthony Daniels    | Carlos del Campo        | Alberto Mieza            |
| Jar Jar Binks       | Ahmed Best         | Javier Rivero           | Aleix Estadella          |
| Jango Fett          | Temuera Morrison   | Miguel Ángel Ghigliazza | Pedro Molina             |
| Boba Fett           | Daniel Logan       | Carlos Díaz             | Álex Vilalta             |
| Watto               | Andy Secombe       | Alejandro Illescas      | Jaume Lleal              |
| Shmi Skywalker      | Pernilla August    | Cristina Camargo        | Concha García Valero     |
| Cliegg Lars         | Jack Thompson      | José Luis Orozco        | Camilo García            |
| Owen Lars           | Joel Edgerton      | Alfredo Gabriel Basurto | Carlos di Blasi          |
| Beru Lars           | Bonnie Piesse      | Liliana Barba           | ¿?                       |
| Bail Organa         | Jimmy Smits        | Gerardo Reyero          | Eduard Farelo            |
| Nute Gunray         | Silas Carson       | Rafael Rivera           | Rafael Calvo             |
| Sio Bibble          | Oliver Ford Davies | Sergio Barrios          | Antonio Gómez de Vicente |
| Capitán Typho       | Jay Laga’aia       | Ricardo Brust           | Santi Lorenz             |
| Dormé               | Rose Byrne         | Toni Rodríguez          | Elisa Beuter             |
| Reina Jamilia       | Ayesha Dharker     | Xóchitl Ugarte          | Isabel Valls             |

Buena parte del reparto principal de The Phantom Menace regresó para rodar Attack of the Clones. Ewan McGregor volvió a interpretar a Obi-Wan Kenobi, convertido en Caballero Jedi durante esta entrega y en mentor del joven Padawan Anakin Skywalker. Natalie Portman repitió su rol de Padmé Amidala, antigua Reina del planeta Naboo y Senadora del mismo planeta, al igual que Ian McDiarmid como el canciller Palpatine.

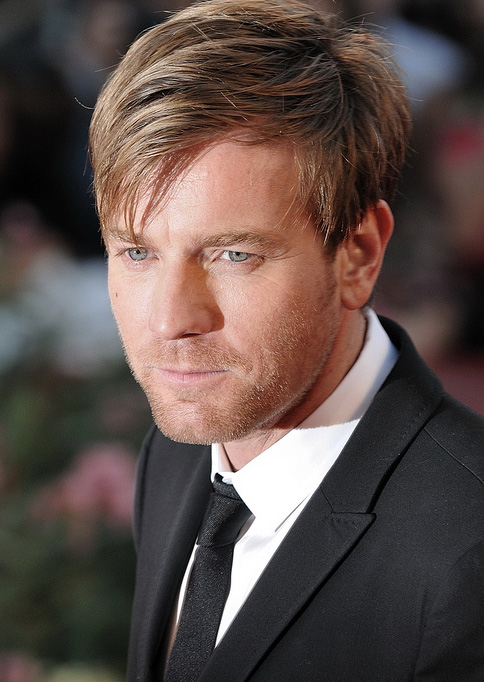
Ewan McGregor interpretó a Obi-Wan los episodios I, II y III.

Debido a que la segunda entrega transcurre un periodo de diez años después de la primera, Jake Lloyd, quien interpretó al niño Anakin Skywalker en The Phantom Menace, no pudo seguir en el papel. El equipo encargado de las audiciones realizó una gran búsqueda por Estados Unidos para encontrar al actor que interpretaría al adulto Skywalker y, tras seis meses, Hayden Christensen fue el escogido de más de 400 candidatos. Lucas audicionó a diversos actores, en su mayoría desconocidos, antes de que Christensen fuera elegido. Entre los muchos que fueron audicionados estaban Ryan Phillippe, rechazado por ser demasiado mayor para el papel, Colin Hanks, hijo del también actor Tom Hanks y que fue rechazado por su «falta de química» con Natalie Portman, y Jonathan Brandis. Leonardo DiCaprio también se reunió con Lucas para el papel; no obstante, su publicista, Ken Sunshine, confirmó que el actor ya estaba ocupado, pues durante el rodaje de Attack of the Clones él tenía previsto filmar la película Gangs of New York, de Martin Scorsese.
Samuel L. Jackson retomó su papel de Mace Windu, un Maestro Jedi miembro del Consejo Jedi. Frank Oz prestó de nuevo voz al maestro Yoda, personaje que por primera vez en la saga fue realizado mediante efectos digitales en lugar de usar marionetas. Anthony Daniels y Kenny Baker dieron vida a los droides C-3PO y R2-D2 respectivamente; el droide de protocolo creado por Skywalker pasó a estar al cargo de la familia Lars tras su marcha del planeta Tatooine, mientras que el astrodroide pasó a formar parte del servicio de la senadora Amidala. Ahmed Best retomó su papel de Jar Jar Binks, un gungan elegido representante de Naboo por su senadora. 
Entre los nuevos actores que se incorporaron al reparto se encontraban Christopher Lee, quien interpretó a un antiguo Jedi que se hace llamar Conde Dooku y que se desempeña como uno de los líderes del Movimiento Separatista; Temuera Morrison, como el cazarrecompensas Jango Fett y los soldados clon, creados estos últimos por los kaminoanos con el ADN del primero para formar un ejército para la República. Daniel Logan interpretó a Boba Fett, un clon inalterado al que Jango Fett trata como a un hijo y que ya apareció de adulto en la trilogía original de la saga.
Antes de haberse iniciado el rodaje de la película, se rumoreó que Catherine Zeta-Jones iba a formar parte del reparto en el papel de una Sith y Ralph Fiennes como intérprete del joven Moff Tarkin. E! Online informó que George Lucas había permitido al grupo musical 'N Sync grabar un pequeño cameo en la película con el fin de satisfacer a sus hijas. No obstante, durante la posproducción, esta escena fue omitida.
Por error, en los créditos finales, el actor Alan Ruscoe aparece listado como el senador neimoidiano Lott Dod, cuando dicho personaje fue interpretado por el no acreditado David Healey y doblado por Christopher Truswell.

## Rodaje
Desde sus primeras colaboraciones en la serie de televisión Las aventuras del joven Indiana Jones, George Lucas se interesó por la fotografía digital. Movido por el interés del director, en el año 1996, el productor Rick McCallum convenció a la empresa Sony para que desarrollara una cámara digital de alta definición de 24 fotogramas por segundo. En La amenaza fantasma se realizaron algunas pruebas digitales, pero la tecnología no estaba del todo lista. La versión final de la cámara llegó a manos de McCallum tan solo una semana antes de que se empezara a rodar El ataque de los clones.
El rodaje comenzó el 26 de junio de 2000, en la 20th Century Fox Studios de Australia. Tras dos meses y medio allí, se inició el rodaje en exteriores, comenzando en el Palacio Real de Caserta, en Italia, donde ya anteriormente se habían rodado las escenas del palacio de Naboo de La amenaza fantasma. Los jardines del lago de Como (también en Italia) fueron otro de los paisajes usados para la representación de Naboo. Acto seguido, el equipo se trasladó al desierto de Túnez, donde se rodaron las escenas del planeta Tatooine, al igual que en las anteriores películas de la saga. La escena de la granja de la familia Lars que aparece en La venganza de los Sith, cuando Obi-Wan entrega al bebé Luke a Owen y Beru Lars, fue grabada a la vez que las escenas de El ataque de los clones en este mismo lugar. Después, la ciudad de Sevilla, en España, y más concretamente la plaza de España, sirvió como paisaje para la ciudad de Theed, capital de Naboo.
El uso de las nuevas cámaras digitales supuso un ahorro de tiempo durante la producción de la película, porque no tenía que revelarse como el celuloide y permitía montar y modificar las escenas de forma rápida, pues no había que escanear las tomas para modificarlas a ordenador y luego volver a escanearlas en la película.

## Producción
Durante los primeros meses de producción y sin todavía una copia del guion, los diseñadores de producción Gavin Bocquet y Doug Chiang comenzaron a trazar los primeros esbozos de los dos nuevos planetas que aparecían en El ataque de los clones. Durante la preproducción, George Lucas describió el planeta Geonosis como un mundo rocoso y de insectos. Los diseñadores basaron la geografía del planeta en los grandes montículos de termitas que se pueden encontrar en el continente africano, mezclándola con una arquitectura de estilo gótico y Art Nouveau. La apariencia de los geonosianos fue hecha a partir de una mezcla entre termitas y los primeros bocetos de los neimoidianos que fueron diseñados para La amenaza fantasma. Por otro lado, el planeta Kamino, conocido durante la producción como el “planeta de agua” o el “planeta tormenta”, fue diseñado como contraste a Geonosis, con un aspecto pulcro y elegante, al igual que sus habitantes, los kaminoanos, basados en los clásicos extraterrestres de cuello largo y ojos en forma de almendra, pero los diseñadores les añadieron algunos rasgos de las crías de foca, para darles un aspecto más inocente. Los planos del exterior de Kamino fueron hechos a partir de una maqueta, a la cual se le añadió el agitado mar a ordenador.
Los soldados clon fueron añadidos en su mayoría a ordenador. Con el diseño de su armadura se quiso marcar la evolución que sufriría esta hasta convertirse en la que llevan los soldados imperiales en la trilogía original. Debido a que durante un tiempo se especuló sobre la similitud entre la armadura del cazarrecompensas Boba Fett (que también era uno de los clones creados en Kamino) y la de los soldados imperiales, el diseñador Doug Chiang creó la armadura de los clones como una mezcla de las dos citadas. En La venganza de los Sith, la evolución de la armadura se haría más visible al introducir en ella distintos colores, tal y como aparecen en las de los soldados imperiales en la trilogía original.
Junto con los soldados clon se introdujeron numerosos vehículos nuevos, como los LAAT, llamados durante la producción "helicóptero de ataque jedi", que fueron diseñados bajo la influencia de los helicópteros rusos Mil Mi-24, o los tanques AT-TE, añadidos a ordenador durante los últimos momentos de la posproducción y que fueron diseñados por Ryan Church como predecesores de los futuros AT-AT imperiales (hecho notable en su aspecto similar). El caza Jedi, que aparece también por primera vez en esta película en manos de Obi-Wan Kenobi, recuerda por su forma triangular a los destructures imperiales.
Gavin Boquet fue el encargado de la construcción de escenarios. En total se hicieron 68 decorados, entre los que destacan el club nocturno de Coruscant, la reproducción de la cocina de la familia Lars tal y como fue ya vista en Una nueva esperanza, y la cámara del Consejo Jedi. Este último fue remodelado varias veces para crear otros decorados nuevos relacionados con los Jedi, como el despacho de Yoda o la sala donde éste da clase a los padawan.
El coordinador de especialistas Nick Gillard, que ya antes había elaborado el estilo de lucha Jedi para La amenaza fantasma, creó en esta película un estilo diferente para cada Jedi, mezclando técnicas de espadachines con artes marciales. El propio Gillard realizó varias entrevistas en distintas escuelas de lucha para escoger a los extras que harían de Jedis. Por petición propia, el personaje de Samuel L. Jackson, el maestro Jedi Mace Windu, al que se ve luchar por primera vez en esta película, recibió un sable de luz cuya hoja es de color púrpura, en contraposición a los tradicionales colores azul o verde para los "buenos" y rojo para los "malos".

## Banda sonora

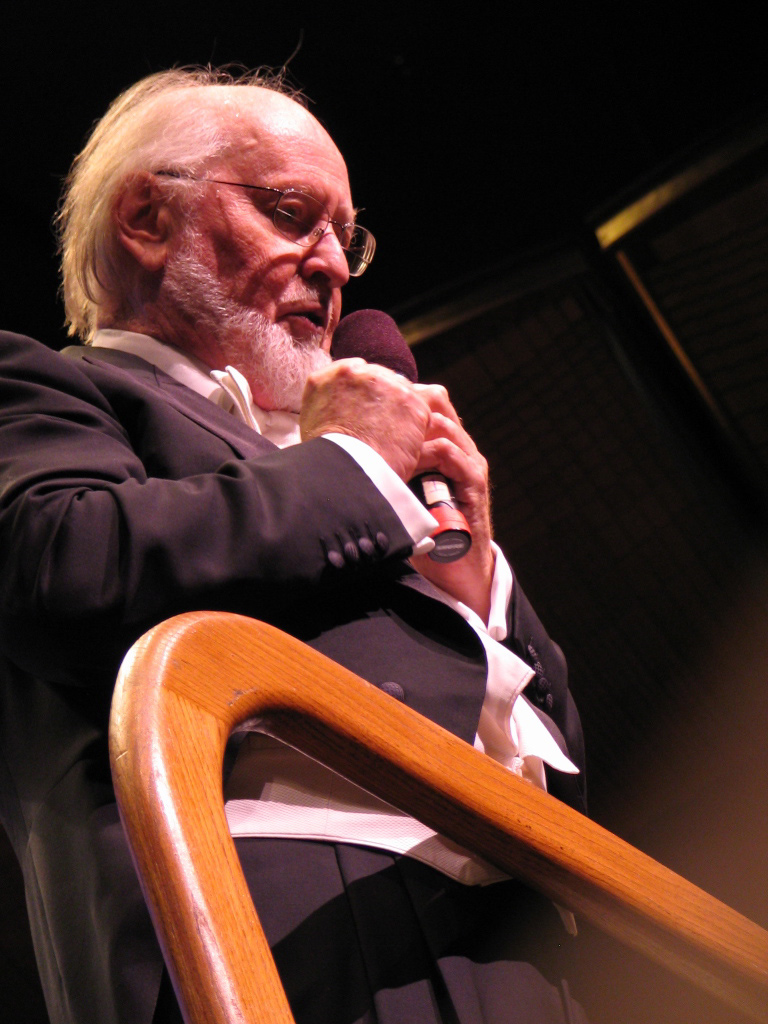
John Williams, al igual que en las cuatro entregas anteriores, fue el encargado de componer la banda sonora de El ataque de los clones.

La banda sonora de la película fue puesta a la venta el 23 de abril de 2002 por Sony Classical. La música fue compuesta y dirigida por John Williams y realizada por la London Voices y la Orquesta Sinfónica de Londres. 
Se han distribuido cuatro cubiertas distintas de la banda sonora: una con el personaje de Yoda, otra con Anakin y Padmé, otra con Jango Fett y otra con el cartel final usado para la película.

## Novela
La novela basada en la película fue escrita por R.A. Salvatore y fue publicada el 23 de abril de 2002 por la editorial Del Rey. Incluye acontecimientos exclusivos, creados por el autor. 
En el prólogo, Anakin, mientras volaba hacia el planeta Ansion con Obi-Wan, tiene una pesadilla en la que su madre, Shmi Skywalker, se convierte en vidrio y se rompe. Las siguientes páginas hacen referencia a los acontecimientos que condujeron a la captura de Shmi por los moradores de las arenas y como Cliegg Lars perdió la pierna al intentar rescatarla. Además ofrece una visión más detallada que la película de la vida de Shmi en la granja de humedad y sus relaciones con la familia Lars y C-3PO. Intercalados con estos eventos, hay también escenas de la senadora Amidala antes de su partida hacia Coruscant para votar sobre la creación de un ejército para la República. Padmé discute con su hermana sobre la posibilidad de retirarse de la política para iniciar una familia y entonces recibe los informes acerca de los disturbios entre los mineros de especias de las lunas de Naboo a los que se hace referencia en la película. 
La novela también profundiza más tanto en la relación padre-hijo de Jango y Boba Fett, como en la de Padmé y Anakin.

## Estreno
El teaser trailer de la película, de dos minutos y medio de duración, fue estrenado el 10 de marzo de 2002 en la cadena de televisión Fox, durante la publicidad emitida entre las series Malcolm in the middle y The X-Files. Cinco días después, este mismo tráiler se comenzó a emitir en la gran pantalla durante los anuncios de la película Ice Age.
El estreno mundial de El ataque de los clones tuvo lugar el 16 de mayo de 2002, recibiendo la calificación PG (Parental Guidance Suggested: control de padres sugerido) por la Motion Picture Association of America, la asociación estadounidense encargada de la clasificación por edad de las películas. Antes de que la película fuera estrenada, hubo una serie de controversias con respecto a la piratería. Una semana antes del estreno, apareció una copia pirata de la película en Internet, realizada presuntamente durante una muestra privada y gracias a una cámara de vídeo digital que grababa la pantalla en la que se estaba emitiendo. Los analistas predijeron que hasta un millón de personas vieron esta copia de la película antes de que fuera estrenada en los cines. Además, las autoridades incautaron miles de copias pirata en DVD y VCD de El ataque de los clones en Kuala Lumpur, capital de Malasia, antes de que la película se estrenará. De nuevo en Malasia, aunque esta vez en Singapur, los agentes de aduanas arrestaron una semana después del estreno mundial, el 23 de mayo, a una pareja que acababa de recibir 9.000 copias pirata de la película, que habían sido introducidas clandestinamente en el país.

## Recepción

### Recaudación
La película recaudó un total de 649.398.328 dólares alrededor del mundo (310.676.740 en Estados Unidos y 338.721.588 en el resto de países) tras estar 172 días en los cines, alcanzando así el puesto 25.º en el ranking de películas con más recaudación de toda la historia. En la actualidad ocupa el puesto 91.º en la lista de películas más taquilleras de todos los tiempos. Fue la única película de Star Wars que no llegó al primer puesto de películas más taquilleras del año en Estados Unidos, ya que Spider-Man y El Señor de los Anillos: las dos torres, ambas disfrutando de una crítica más favorable, quedaron por delante.
| País                                                                          | Recaudación  | Fecha de estreno             |
| ----------------------------------------------------------------------------- | ------------ | ---------------------------- |
| Alemania                                                                      | $34.683.410  | Jueves 16 de mayo de 2002    |
| Argentina                                                                     | $993.508     | Jueves 4 de julio de 2002    |
| Australia                                                                     | $18.632.998  | Jueves 16 de mayo de 2002    |
| Austria                                                                       | $3.332.086   | Viernes 17 de mayo de 2002   |
| Bélgica                                                                       | $3.110.599   | Miércoles 15 de mayo de 2002 |
| Belice · Costa Rica · El Salvador · Guatemala · Honduras · Nicaragua · Panamá | $1.293.273   | Viernes 21 de junio de 2002  |
| Bolivia                                                                       | $194.407     | Jueves 20 de junio de 2002   |
| Brasil                                                                        | $4.201.526   | Lunes 1 de julio de 2002     |
| Bulgaria                                                                      | $217.337     | Viernes 17 de mayo de 2002   |
| Chile                                                                         | $1.759.483   | Jueves 4 de julio de 2002    |
| China                                                                         | $5.488.408   | Viernes 12 de julio de 2002  |
| Colombia                                                                      | $990.362     | Viernes 14 de junio de 2002  |
| Corea del Sur                                                                 | $7.139.915   | Viernes 5 de julio de 2002   |
| Croacia                                                                       | $302.478     | Jueves 16 de mayo de 2002    |
| Dinamarca                                                                     | $3.473.145   | Jueves 16 de mayo de 2002    |
| Ecuador                                                                       | $430.056     | Viernes 12 de julio de 2002  |
| Egipto                                                                        | $96.433      | Miércoles 29 de mayo de 2002 |
| Emiratos Árabes Unidos                                                        | $412.783     | Miércoles 15 de mayo de 2002 |
| Eslovenia                                                                     | $149.540     | Jueves 16 de mayo de 2002    |
| España                                                                        | $16.189.195  | Viernes 17 de mayo de 2002   |
| Estados Unidos                                                                | $310.676.740 | Jueves 16 de mayo de 2002    |
| Estonia                                                                       | $110.144     | Viernes 17 de mayo de 2002   |
| Filipinas                                                                     | $2.074.021   | Miércoles 15 de mayo de 2002 |
| Finlandia                                                                     | $2.024.522   | Jueves 16 de mayo de 2002    |
| Francia                                                                       | $30.664.323  | Miércoles 15 de mayo de 2002 |

| País                       | Recaudación | Fecha de estreno               |
| -------------------------- | ----------- | ------------------------------ |
| Grecia                     | $810.883    | Viernes 17 de mayo de 2002     |
| Hong Kong                  | $1.909.959  | Jueves 16 de mayo de 2002      |
| Hungría                    | $2.415.086  | Jueves 16 de mayo de 2002      |
| India                      | $617.073    | Viernes 7 de junio de 2002     |
| Indonesia                  | $257.215    | Miércoles 21 de agosto de 2002 |
| Islandia                   | $288.982    | Viernes 17 de mayo de 2002     |
| Israel                     | $820.753    | Jueves 16 de mayo de 2002      |
| Italia                     | $8.241.121  | Jueves 16 de mayo de 2002      |
| Jamaica                    | $8.241.121  | Miércoles 5 de junio de 2002   |
| Japón                      | $78.182.528 | Sábado 13 de julio de 2002     |
| Letonia                    | $89.813     | Viernes 17 de mayo de 2002     |
| Líbano                     | $85.949     | Jueves 16 de mayo de 2002      |
| Lituania                   | $78.260     | Viernes 17 de mayo de 2002     |
| Malasia                    | $1.102.637  | Jueves 16 de mayo de 2002      |
| México                     | $8.793.561  | Lunes 1 de julio de 2002       |
| Noruega                    | $2.677.905  | Miércoles 22 de mayo de 2002   |
| Nueva Zelanda Fiyi         | $2.561.531  | Jueves 16 de mayo de 2002      |
| Países Bajos               | $3.944.693  | Jueves 16 de mayo de 2002      |
| Perú                       | $1.124.802  | Jueves 4 de julio de 2002      |
| Polonia                    | $3.103.567  | Jueves 16 de mayo de 2002      |
| Portugal                   | $1.488.369  | Viernes 17 de mayo de 2002     |
| Puerto Rico                | $1.879.144  | Jueves 16 de mayo de 2002      |
| Reino Unido Irlanda        | $58.762.764 | Jueves 16 de mayo de 2002      |
| República Checa Eslovaquia | $873.260    | Jueves 16 de mayo de 2002      |
| República Dominicana       | $116.799    | Jueves 27 de junio de 2002     |
| Rumania                    | $212.278    | Viernes 17 de mayo de 2002     |
| Rusia                      | $5.258.522  | Jueves 16 de mayo de 2002      |
| Singapur                   | $2.040.600  | Jueves 16 de mayo de 2002      |
| Sudáfrica                  | $816.904    | Viernes 21 de junio de 2002    |
| Suecia                     | $5.786.670  | Jueves 16 de mayo de 2002      |
| Suiza                      | $3.471.877  | Jueves 16 de mayo de 2002      |
| Tailandia                  | $2.035.976  | Viernes 17 de mayo de 2002     |
| Taiwán                     | $1.332.618  | Sábado 18 de mayo de 2002      |
| Turquía                    | $905.667    | Viernes 17 de mayo de 2002     |
| Uruguay                    | $106.984    | Viernes 5 de julio de 2002     |
| Venezuela                  | $850.917    | Miércoles 3 de julio de 2002   |
| Serbia                     | $76.457     | Jueves 16 de mayo de 2002      |

### Crítica
Como ya le ocurrió a su predecesora, Attack of the Clones recibió tanto comentarios buenos como malos por parte de la crítica cinematográfica. El sitio web Rotten Tomatoes reporta que la película posee 143 evaluaciones positivas de un total de 216, lo que se traduce en un 66% de «frescor» con una puntuación en promedio de 6,5 sobre 10. Por su parte, el sitio Metacritic le dio una puntuación de 53 sobre 100, sobre la base de 39 críticas dadas por medios especializados. Los usuarios de Internet Movie Database (IMDb), con 157.672 votos, le otorgan a la película una nota media de 6,8 sobre 10 puntos posibles.
Buena parte de los comentarios negativos se centraron en aspectos del guion, aunque la mayor parte de los críticos reconocieron una mejoría con respecto a The Phantom Menace. Roger Ebert, del Chicago Sun-Times, puntuó la película con dos estrellas de cuatro posibles y criticó el romance entre Padmé Amidala y Anakin Skywalker, basado en los «clichés románticos más básicos y cansados», así como el diálogo «plano» que se mantiene durante la primera hora de la película para establecer los puntos de la trama e informar a los espectadores de lo sucedido desde el final de la primera entrega, comparando por ello a los personajes con abogados en lugar de héroes. Kenneth Turan, de Los Angeles Times, coincidió prácticamente en todo con Ebert al criticar la falta de química entre la pareja protagonista y el diálogo «plano», añadiendo que ni siquiera actores de la talla de Ewan McGregor y Natalie Portman fueron capaces de animarlo, a excepción de Christopher Lee y su interpretación del conde Dooku. La crítica de Mick LaSalle, del San Francisco Chronicles, siguió la misma dirección que las dos anteriores, aunque no fue tan crítico con la relación entre Amidala y Skywalker y destacó a este último como «lo mejor de la película [...] el único con la capacidad de sorprendernos».
Todd McCarthy, de la revista Variety, coincidió en el aspecto de los «diálogos mundanos» entre la pareja, pero añadió que «la exposición y el sentido de la narración son más claros y rentables» y que «algunas de las interpretaciones son realmente decentes». Destacó además la «estupenda» labor del diseñador de producción Gavin Bocquet, la diseñadora de vestuario Trisha Biggar y del equipo de efectos visuales, especialmente la creación digital de Yoda con «infinitamente más movilidad y expresividad que su homólogo en Return of the Jedi». Michael Wilmington, del Chicago Tribune, calificó Attack of the Clones como la «más emocionante y visualmente espectacular de todas las películas de Star Wars hasta la fecha». Mencionó la calidad de los efectos visuales y describió la película como una «narración visual de primer orden», destacando también el carisma de personajes como Yoda y C3PO y la agradable transición de Ewan McGregor con presagios del Obi Wan interpretado por Alec Guinness en la trilogía clásica, e incluyendo una comparación entre la crueldad del conde Dooku de Christopher Lee y el Darth Vader de James Earl Jones.
Pocos meses antes del estreno del episodio III, Revenge of the Sith, el actor Ewan McGregor calificó los combates de espada láser que aparecen en Attack of the Clones como «insatisfactorios» en comparación con los climáticos duelos de la última entrega de la saga.

## Nominaciones y premios

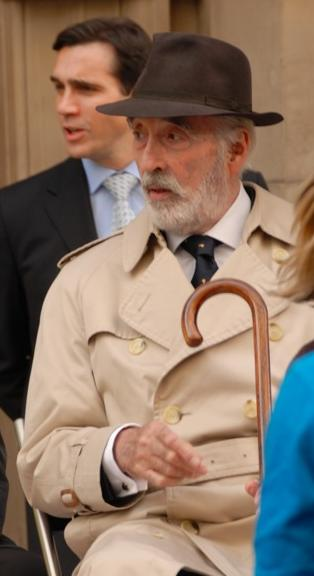
El actor Christopher Lee, intérprete del Conde Dooku, recibió un premio MTV Movie a la «Mejor lucha».

| Premio            | Categoría                              | Receptor(es)                                                                           | Resultado |
| ----------------- | -------------------------------------- | -------------------------------------------------------------------------------------- | --------- |
| Premios Óscar     | Mejores efectos visuales               | Rob Coleman Pablo Helman John Knoll Ben Snow                                           | Nominado  |
| Premios Saturn    | Mejor película de ciencia ficción      | El ataque de los clones                                                                | Nominado  |
| Premios Saturn    | Mejor director                         | George Lucas                                                                           | Nominado  |
| Premios Saturn    | Mejor actriz                           | Natalie Portman                                                                        | Nominado  |
| Premios Saturn    | Mejor interpretación de un actor joven | Hayden Christensen                                                                     | Nominado  |
| Premios Saturn    | Best Special Effects                   | Rob Coleman Pablo Helman John Knoll Ben Snow Star Wars: Episode2: Attack of the Clones | Ganadores |
| Premios Saturn    | Mejor música                           | John Williams                                                                          | Nominado  |
| Premios Saturn    | Mejor vestuario                        | Trisha Biggar                                                                          | Ganador   |
| Premios MTV Movie | Mejor lucha                            | Christopher Lee                                                                        | Ganador   |
| Premios MTV Movie | Mejor interpretación virtual           | El ataque de los clones (para Yoda)                                                    | Nominado  |
| Premios MTV Movie | Mejor secuencia de acción              | El ataque de los clones (para la batalla de Geonosis)                                  | Nominado  |

## Lanzamiento en DVD
El ataque de los clones fue lanzada en DVD el 14 de noviembre de 2002. George Lucas editó y agregó ciertos elementos que hacen al DVD ligeramente diferente de su proyección en salas de cine. Presenta un comentario de audio del director George Lucas, del productor Rick McCallum, del editor y diseñador de sonido Ben Burtt, de director de animación de ILM Rob Coleman y de los supervisores de efectos visuales de ILM Pablo Helman, John Knoll y Ben Snow. 
En el DVD de contenidos extra, se incluyen numerosos documentales sobre la película, algunos ya emitidos en televisión e internet y otros exclusivos. Entre los exclusivos se encuentran: uno sobre los efectos sonoros, uno sobre la creación de personajes digitales como Yoda y Dexter, dos sobre los efectos visuales y un video promocional del reportaje cómico titulado R2-D2: Bajo la carcasa, emitido en la televisión estadounidense y en el que se relata la vida del astrodroide R2-D2 como si de un actor real se tratase. La actriz Carrie Fisher, que interpretó a la princesa Leia en la trilogía original de Star Wars, participó en la promoción. Entre los ya publicados están los doce documentales cortos que fueron colgados en la web oficial de Star Wars durante el rodaje de la película y que cubren la producción global de El ataque de los clones, y los tres emitidos en televisión que tratan sobre las escenas de acción, la historia general y la historia de amor entre Padmé y Anakin, respectivamente.
También vienen incluidas ocho escenas que fueron suprimidas de la versión proyectada en los cines y en las que se pueden ver nuevos lugares, como la sala de análisis y los hangares del templo Jedi y a nuevos personajes, como la familia de Padmé.
El DVD recibió una serie de nominaciones, pero no llegó a conseguir ningún premio:
| Premio                | Categoría                                        | Receptor(es)            | Resultado |
| --------------------- | ------------------------------------------------ | ----------------------- | --------- |
| Premios Saturn        | Mejor edición especial en DVD                    | El ataque de los clones | Nominado  |
| Premios DVD Exclusive | Mejor diseño de menús                            | Van Ling                | Nominado  |
| Premios DVD Exclusive | Original documental retrospectivo                | John Shenk              | Nominado  |
| Premios DVD Exclusive | Mejor contenido extra nuevo                      | Jim Ward                | Nominado  |
| Premios DVD Exclusive | Mejores escenas nuevas ampliadas y reconstruidas | George Lucas            | Nominado  |

## Alusiones a la trilogía original
La trilogía que constituye una protosecuela de la saga de Star Wars (episodios I, II y III) hace a menudo alusión a la trilogía original (episodios IV, V y VI), ayudando a conectar todas las películas. George Lucas se ha referido a la hexalogía como un largo poema que rima.
En El ataque de los clones hay una clara alusión a El Imperio contraataca, ya que en ambas se produce una persecución y el perseguido consigue escapar de forma parecida: en esta película, Obi-Wan Kenobi escapa de Jango Fett en un campo de asteroides juntando su caza espacial a una de las rocas con el fin de desaparecer de los sensores de su enemigo, mientras que en El Imperio contraataca, Han Solo utiliza una táctica similar juntando el Halcón Milenario a un destructor imperial. 
También aparece en esta película el origen de la gigantesca estación espacial conocida como la Estrella de la Muerte. Durante la batalla de Geonosis y dándola por perdida, el Conde Dooku se guarda un holograma en el que aparece la estación, con el fin de llevárselo a su maestro Darth Sidious.
También Obi-Wan dice que siente que Anakin lo asesinará, hecho que sucedería en el episodio 4 con Anakin en su identidad de Darth Vader

## Secuela
El 15 de agosto de 2008 se estrenó en cines estadounidenses Star Wars: The Clone Wars, una película de animación CGI que sirvió como adelanto de la serie con el mismo nombre y que fue estrenada en otoño del mismo año en las cadenas de televisión Cartoon Network y TNT. La serie, que está hecha en el mismo formato que la película, cuenta con episodios de media hora de duración y en ambas se narran los acontecimientos que tienen lugar entre El ataque de los clones y La venganza de los Sith: las Guerras Clon.